# Оршанський єзуїтський колегіум
Оршанський єзуїтський колегіум (біл. Касьцёл Сьвятога Міхала Арханёла і калегіюм езуітаў) — колишній католицький навчальний заклад в Орші, який діяв з 1612 по 1820 рік.

## Освітня діяльність
Заснований при фундації короля Речі Посполитої Сигізмунда III Ваза, який разом з канцлером Великого князівства Литовського Л. Сапігою і отцем Лаврентієм у 1609 р. розробив план його створення, а в 1610 -1611 рр. подарував оршанським єзуїтам 210 паїв землі з кріпаками із сіл Князі, Криниця, Ценка, Чабадани, Чально та Черниця; у 1616 р. — маєток Фащівка (понад 2000 селян). Цар надав єзуїтам монополію на виховання знатної молоді в місті та Оршанському повіті. У колегіумі викладали риторику, логіку та філософію. У 1634 р. відкрили дві бурси: музичну та для шляхетної молоді з бідних родин. Під час війни Росії з Річчю Посполитою (1654—1667) колегія припинила свою діяльність на 9 років. Пожежа 1680 року знищила всі будівлі, які через 3 роки відбудовані. У колегіумі написали «Оршанський кодекс» — збірник популярних драм та інтермедій епохи бароко, які були поставлені у Варшаві, Вітебську, Новогрудку, Полоцьку.

## Навчальні заклади колегіуму в 1773—1820 роках
Після скасування Товариства Ісуса, бреве Dominus ac Redemptor (1773 р.) і захоплення ордена Катериною II Оршанський колегіум став одним із шести освітніх центрів полоцьких єзуїтів у Російській імперії, до яких від часів першого поділу Речі Посполитої відійшла Орша.

### Школа
На початку 70-х років XVIII століття Оршанська єзуїтська школа складалася з п'яти класів (від інфими до риторики). Вчителями були три викладачі духовенства, так звані магістри, а їх очолював префект. Згідно з встановленою єзуїтською шкільною моделлю II та III, а також IV та V класи були пов'язані. Крім того, вчитель поезії та красномовства (IV та V класи) був ще і учителем історії. У початковому класі (інфими) викладав єзуїт, який тільки починав свою викладацьку кар'єру. З II та III класами (граматика та синтаксис) працював магістр зі стажем викладання не менше року, а з IV та V (поезія та риторика) — досвідчені магістри, чий досвід викладання був не менше чотирьох років.
Інформація про діяльність єзуїтської школи в останній чверті XVIII століття не дуже багата. Відомо, наприклад, що в липні 1786 р. його відвідав могилевський митрополит Станіслав Сестранцевич. Шановний гість зазначив, що студенти продемонстрували прогрес у вивченні різних мов і корисних наук. Завдяки документам Вільнюського університету, існує набагато більше інформації про функціонування школи впродовж першого десятиліття ХІХ століття. Відповідно до освітньої реформи Олександра I у 1803 р. імперія була поділена на шість освітніх округів, на чолі кожного з яких стояв університет. Білоруські та литовські навчальні заклади, в тому числі Оршанський єзуїтський колегіум, були підпорядковані Вільнюському університету.
Однак єзуїти саботували виконання приписів світського Вільнюся навіть після того, як Полоцький єзуїтський колегіум у січні 1812 р. отримав статус Академії з усіма правами університету, взяв на себе функції головного закладу для отримання єзуїтських освітніх місць по всій імперії. Оршанський колегіум став органічною частиною цієї освітньої мережі Товариства Ісуса, хоча наступний 1812/1813 навчальний рік був фактично зірваний російською компанією Наполеона.

### Музична бурса
Діяльність бурси в Орші почалася в 1610 році. Першим фундатором закладу був парафіяльний священик Орші Якуб Лауренті. У 1634 р. король Речі Посполитої Владислав IV передав єзуїтам для потреб бурси село Дубровка Мінського повіту.
Вихованці жили в окремих кімнатах (у 1786–1788 роках для закладу було збудовано окрему цегляну будівлю) та відвідували державні школи єзуїтів, а в бурсі за допомогою старших колег та випускників вивчали музичну теорію, набували практичних навичок гри на музичних інструментах та співу. Разом вони створили хор, який забезпечував музичний супровід церковних служб у церкві і всесильних заходів у колегіумі. Навчання у бурсі було безкоштовне, а утримання, харчування стипендіатів та забезпечення випускників здійснювалося за рахунок спеціального фонду. Музичну семінарію очолив префект.

### Школа-інтернат
Точна дата відкриття гуртожитку для дітей знаті в Орші невідома. Вважається, що він з'явився на початку ХІХ століття. Ще в 1803 р. столичний гість Василь Севергін відзначив його відсутність, а з доповіді графа Плейтера від 1807 р. випливає, що в ньому за рахунок батьківських коштів жили кілька хлопців.
Як окремий заклад із власним префектом гуртожиток в Орші згадується в єзуїтських каталогах лише у 1813 році. Інформація про його функціонування міститься у доповіді 1818 року : "Зважаючи на те, як важко батькам орендувати вигідну квартиру в Орші через те, що місто було сильно пошкоджено під час нападу ворога, колегія відкрила громадський гуртожиток на благо батьків. Того року в гуртожитку було 27 людей … Вони не беруть гроші за навчання гуртожитків, але батьки повинні сплачувати домовлену оплату за харчування, опалення та кімнату " .

### Вчительська семінарія (Seminarium Nostrorum)
У колегіумі час від часу діяла спеціальна установа (1649 –1650, 1695 –1699, 1782 –1820), яка мала на меті підготовку вчителів для єзуїтських шкіл провінції ордена. Спочатку майбутніх магістрів набирали для викладання за два місяці до закінчення курсу з риторики. Досвідченому педагогу довелося працювати з ними над методами проведення лекційних занять, перевірки письмових завдань і керування аудиторією. Лише після двомісячної викладацької практики магістр міг поїхати до визначеного для нього місця і самостійно викладати в школі .
В останній період діяльності єзуїтської платформи в Орші учительську семінарію очолювали: Ігнатій Бжезовський (1782—1794)
Раймунд Бжезовський (1794—1798)
Йосиф Мікуловський (1798—1800)
Ентоні Корсак (1800—1805)
Леопольд Хлюдинський (1805—1806)
Станіслав Черський (1806—1811)
Йосип Моралевський (1811—1814)
Ян Ротан (1816—1818)
Ігнатій Хадикевич (1818—1820).

## Інтер'єри відновленого коледжу

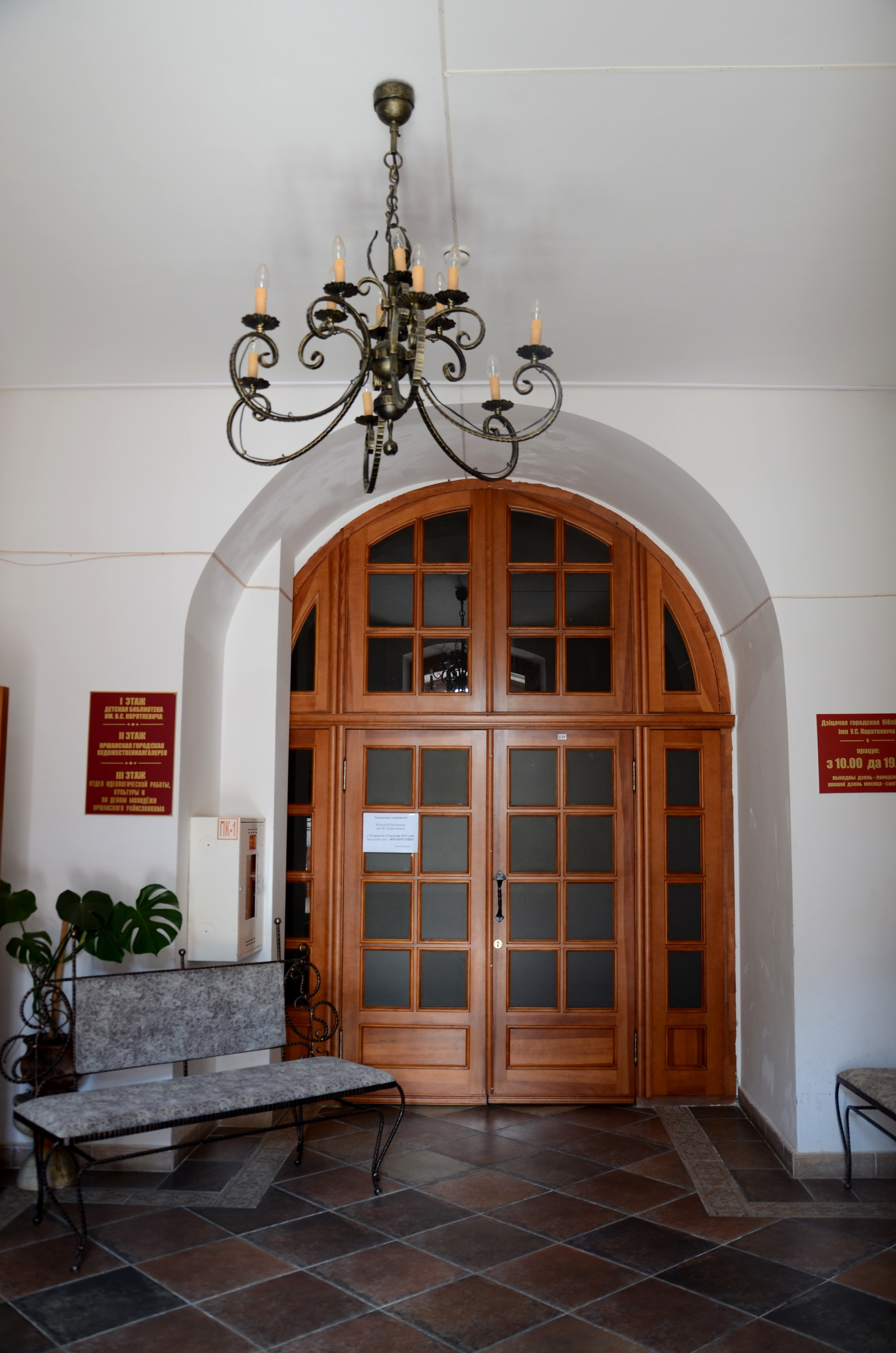
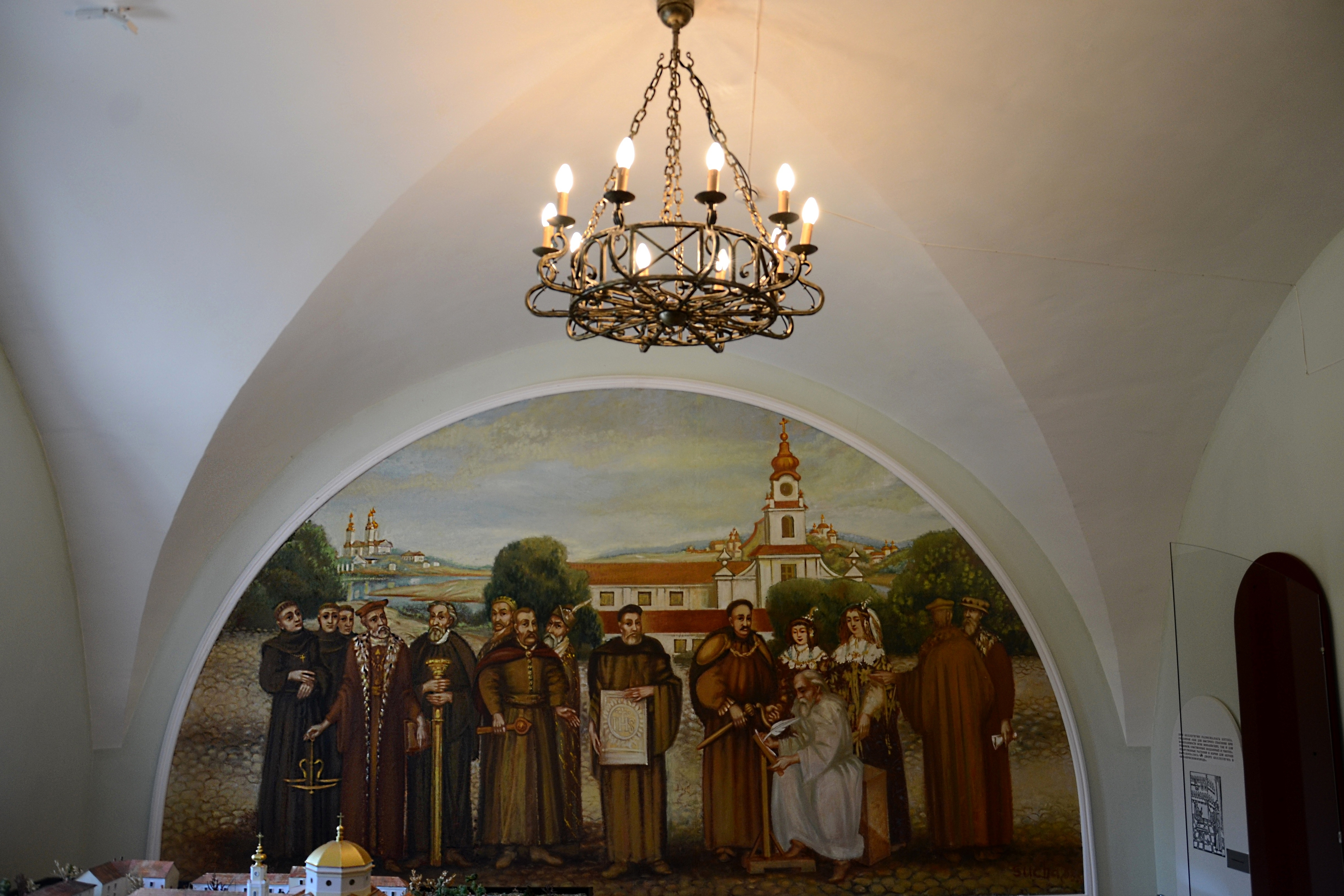
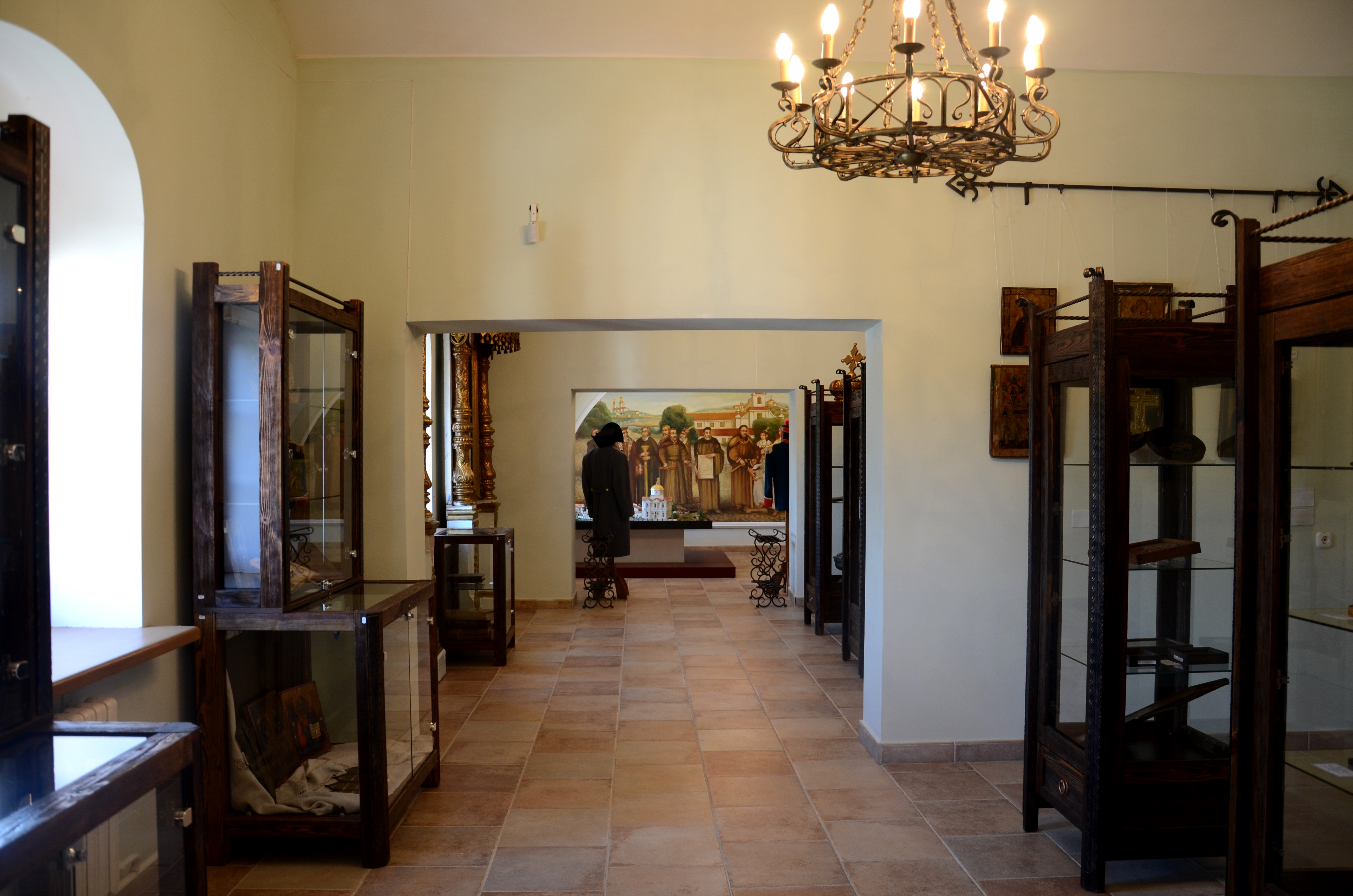

### Третє випробування
Одним із навчальних закладів, організованих при білоруському єзуїтському колегіумі, була так звана «Третя пробація» (Tertia probatio). Він був призначений для всіх членів Товариства Ісуса, які вже були висвячені на священиків і пройшли курс богослов'я. Під керівництвом досвідченого батька-єзуїта, інструктора, учасники Третьої пробації впродовж року вивчали орденське право і, вивчаючи листи Ігнатія Лойоли, засновника Товариства Ісуса, щомісяця проводячи зустрічі в тиші, поглиблювали своє знайомство з духовністю Ордена. Вона існувала в Орші лише два роки, коли її інструктором був Ігнацій Бжезовський. У 1807/1808 навчальному році в Третій пробації знаходилися п'ять отців єзуїтів, а в 1808/1809 — чотири. У наступні роки цей заклад діяв у Вітебському єзуїтському колегіумі.

## Спадщина колегіума
Після вигнання єзуїтів з Російської імперії (1820 р.) колишні єзуїтські навчальні заклади в Орші були передані місцевим ченцям-домініканам. У 1822 році вони відкрили свою чотирикласну школу. Але це тривало лише до 1829 року. Музична бурса і гуртожиток взагалі не були відновлені і припинили своє існування разом із відходом єзуїтів.
Уряд продав поетичну барокову церкву св. Михайла Архангела, яку у другій половині ХІХ століття розбирали на цеглу. У 1842 році в будівлях колегіуму встановили в'язницю, яка проіснувала до кінця 80-х років ХХ століття. Після його закриття, у 1989–1991 рр. і у 2007–2008 рр. на території колишнього колегіуму були проведені археологічні розкопки. Після їх завершення було проведено часткову реконструкцію поетичного комплексу. З 2014 року в головній будівлі колегіума, оздобленою годинниковою вежею, розміщена дитяча бібліотека, художня галерея та виставковий зал, а в колишніх будівлях музичної бурси знаходиться Будинок ремесел.

## Ректори Оршанського єзуїтського колегіуму
- Геранім Книський (Superior, 1609—1613, 1619—1623)
- Юрій Рава (старший, 1613—1619)
- Станіслав Радомийський (1623—1629)
- Крістоф Залеський (1629—1636)
- Вожинець Гашинський (1636—1641)
- Ян Вишкович (1641—1646)
- Шиман Яблоновський (1646—1654)
- Міхал Комар (старший з 1662; у 1664—1667 — ректор)
- Ян Партанті (1667—1671)
- Даниїл Скажемський (проректор, 1671—1674)
- Мартін Калаковський (1674—1677)
- Шіман Вдековський (1677—1678)
- Міхал Ялжевський (1679—1682)
- Флоріан Решко (1682—1685)
- Міхал Домбровський (1685—1688)
- Якуб Хжанстовський (1688—1691)
- Самуїл Кастюкевич (1691—1692)
- Міхал Вяжховський (1692—1697)
- Максим Плавіц (1697—1700)
- Бенедикт Биковський (1700—1704)
- Крістоф Шульц (1704—1707, 1713—1717)
- Ян Лукашевич (1707—1710)
- Павло Радевич (1710—1713)
- Юрій Шашкевич (1717—1720)
- Казимир Францкевич (1720—1727)
- Ян Іллініч (1727—1738)
- Ян Парецький (1738—1741)
- Степан Гінтила (1741—1744)
- Антоній Хандінський (1744—1748)
- Антоній Биковський (1748—1759)
- Людвік Луп'я (1759—1762)
- Йосиф Новацький (1762—1765)
- Мартін Щепковський (1765—1766)
- Макілай Трабицький (1766—1770)
- Міхал Крушевський (1770—1776)
- Ян Герцик (1777)
- Францішак Карю (1779—1786)
- Геранім Вікерт (1786—1799, 1803—1809)
- Петро Естка (1799—1802)
- Антоній Люстиг (1802—1803)
- Казимир Островський (1809—1814)
- Станіслав Свентаховський (1814—1817, 1819—1820)
- Десідерий Річард (проректор, 1817—1819)

## Відомі викладачі
- Францішек Баровський
- Раймунд Бжазовський
- Тадей Бжозовський
- Франсуа Гаво
- Ігнатій Івіцький
- Антоній Люстиг
- Юзеф Маральовський
- Нікодам Мусницький
- Петро Пузина
- Ян Філіп Ротан
- Юзаф Палонський

## Відомі випускники
- Францішак Дзеружинський (1779–1850) — білоруський релігійний діяч, один із засновників освітньої системи католицької церкви в США.
- Францішак Карю
- Нікодам Мусніцький
- Францішак Стаховський